# Charles González Palisa
Charles González Palisa (Buenos Aires, 23 de enero de 1942-Asunción, 3 de febrero de 2024) fue un locutor y presentador paraguayo nacido en Argentina, reconocido por sus participaciones en los programas a beneficio organizados por la entonces Fundación APADEM-Teletón. Paralelamente incursionó en la actuación teatral y más tarde en la política.

## Biografía
Hijo de José González Guillén, de nacionalidad francesa, y de Margarita Palisa, Charles González Palisa nació en Buenos Aires el 23 de enero de 1942. Dado que su padre era representante de Aerolíneas Argentinas en Paraguay, con apenas 7 días de existencia se trasladó a este país donde residió el resto de su vida.
Sus inicios como locutor se dieron en radio Ñandutí. Su carrera prosiguió en radio Chaco Boreal, con el programa Caravana en su versión radial y que más tarde llevaría a la televisión en 1967. Se destacó además en la conducción de Diferente por Cardinal FM, programa radial donde popularizó el poema En vida, hermano, en vida, de la escritora mexicana Ana María Rabatté. Trabajó también en la radio Emisoras Paraguay, donde obtuvo el «Micrófono de oro».
Su participación en programas televisivos como Caravana por Canal 9, ciclo que condujo durante 10 años, y Folclore de gala, así como su colaboración en Teletón y en distintos festivales folclóricos, lo llevaron a trascender a nivel nacional.
En el plano actoral, protagonizó la primera fotonovela paraguaya y actuó en tres obras de teatro junto a Neneco Norton, Florentín Giménez y Juan Carlos Moreno González; y en zarzuelas, como Raida Poty de Juan Manuel Frutos Pane. Grabó además discos conteniendo poemas.
Supo también incursionar en la política, presentándose como candidato a diputado nacional por el Partido de la Juventud para las elecciones generales de 2018. Más tarde se postuló como concejal de Asunción en  representación de la misma fuerza política. En ambos casos no logró obtener los votos necesarios para acceder a los cargos.
González Palisa reconoció, en una entrevista concedida al diario Crónica, percibir un beneficio previsional de Argentina. Dado que había trabajado en Aerolíneas Argentinas y el hecho de haber aportado al sistema, en 2006 pudo acceder a la moratoria implementada durante el gobierno de Néstor Kirchner, beneficio que alcanzó a alrededor de 2 millones de personas, algunas de manera irregular.
Su esposa, Stella López Mena, sus tres hijos y seis nietos, conformaron su círculo familiar.
Tras ser sometido a un cirugía de corazón en un sanatorio de Asunción, falleció el 3 de febrero de 2024, a los 82 años.

## Distinciones
En 2016 fue nombrado «Hijo dilecto de Asunción» por la Junta Municipal de esa ciudad. Fue galardonado además con el «Micrófono de Oro» en distintas ocasiones.